# Neith (vệ tinh giả thuyết)

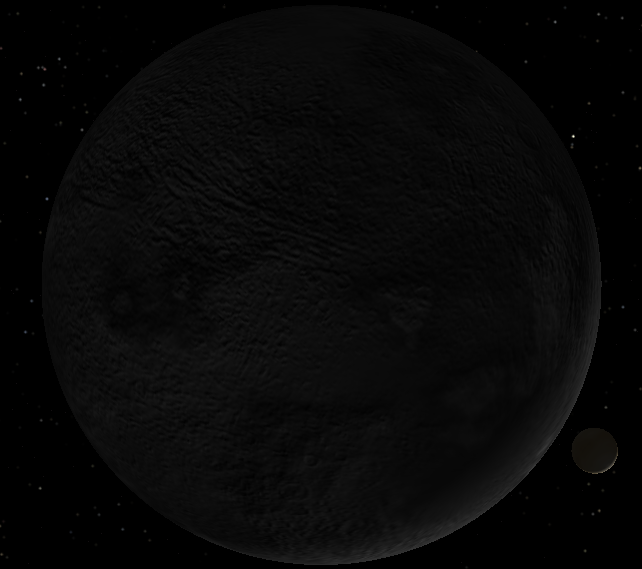
Ấn tượng của hoạ sĩ về mặt trăng Neith.

Neith là một vệ tinh giả thuyết của Sao Kim được cho là tồn tại, bởi Giovanni Cassini vào năm 1672 và một số nhà thiên văn học khác trong những năm tiếp theo. Lần đầu tiên quan sát được vệ tinh này là vào năm 1650. Nó được những nhà khoa học "quan sát" khoảng 30 lần cho đến năm 1770, khi không có quan sát mới nào và nó đã không được tìm thấy khi Sao Kim đi qua Mặt Trời vào những năm 1761 và 1769.

## Khám phá
Năm 1672, Giovanni Cassini tìm thấy một vật thể nằm gần Sao Kim. Ông đã không ghi chép lại quan sát của mình vào lúc đó, nhưng khi ông nhìn thấy nó một lần nữa vào năm 1686, ông đã thông báo về sự tồn tại của một vệ tinh của Sao Kim. Sau đó vật thể được quan sát bởi nhiều nhà khoa học trong một thời gian dài, bởi James Short năm 1740, bởi Andreas Mayer năm 1759, bởi Joseph Louis Lagrange năm 1761, 18 lần quan sát khác vào năm 1761, bao gồm một điểm trong đó một điểm nhỏ được nhìn thấy sau Sao Kim trong khi hành tinh đang đi ngang qua Mặt trời, tám lần quan sát vào năm 1764, và bởi Christian Horrebow năm 1768.

## Đặt tên
Vệ tinh được đặt tên theo nữ thần Neith, trong thần thoại Ai Cập.